# Arapaho (Oklahoma)
Arapaho es un pueblo situado en el condado de Custer, Oklahoma, Estados Unidos. Tiene una población estimada, a mediados de 2023, de 660 habitantes.
Es la sede del condado.

## Geografía
La localidad está ubicada en las coordenadas 35°34′40″N 98°57′34″O / 35.57778, -98.95944 (35.577797, -98.959345).

## Demografía
Según la estimación 2018-2022 de la Oficina del Censo, los ingresos medios de los hogares de la localidad son de $37,361 y los ingresos medios de las familias son de $47,981.  Alrededor del 24.0% de la población está por debajo de la línea de pobreza.